# Hypselecara
Hypselecara is een geslacht van straalvinnige vissen uit de familie van de cichliden (Cichlidae).

## Soorten
- Hypselecara coryphaenoides (Heckel, 1840)
- Hypselecara temporalis (Günther, 1862)